# 辛华文
辛华文（1938—），男，汉族，辽宁省大连市庄河市人。中国人民解放军海军少将，已退役。
1961年7月考入海军大连舰艇学院参军，1964年6月加入中共。曾经担任过军校学员队区队长、参谋、干事、教导员、科长等职务。曾在驱逐舰上任政治委员，并担任过驱逐舰支队政治部主任、快艇支队政委、驱逐舰支队政治委员等职务。
1995年7月—1999年7月任海军大连舰艇学院政治委员，1999年7月—2003年1月任海军工程大学政治委员。2003年退役。
| 前任： 刘兆恩 | 中国人民解放军海军大连舰艇学院政治委员 1995年至1999年 | 繼任： 罗挺 |